# Ogińscy herbu Oginiec

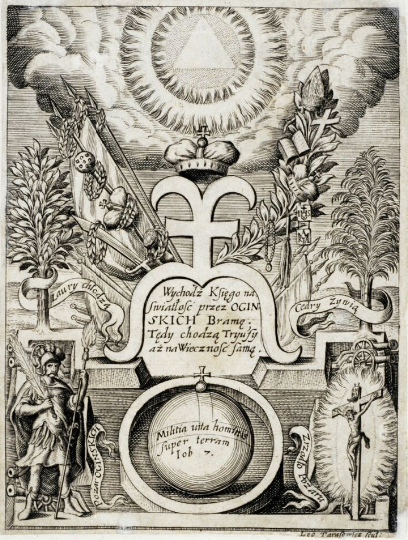
Alegoria przedstawiająca herb Ogińskich z okresu 1688-1710

Ogińscy herbu Brama – wymarły, polski ród książęcy pochodzenia rusińskiego, należący do warstwy magnackiej.
Ogińscy wzięli swoje nazwisko od miejscowości Oginty niegdyś w powiecie żyżmorskim, a następnie kowieńskim, a wywodzący się od książąt na Kozielsku, będących odnogą według jednych smoleńskiej zaś według innych – czernihowskiej gałęzi dynastii Rurykowiczów.
Rodzina dzieliła się na dwie główne linie: 1) tzw. "magnacką", która wygasła w 1909 r., oraz 2) "brasławską", której przedstawiciele nie byli w stanie uzyskać w Rosji potwierdzenia tytułu książęcego. Ci ostatni uchodzą w niektórych publikacjach za nadal istniejących.

## Znani przedstawiciele
- Jan Jacek Ogiński – hetman polny litewski, wojewoda połocki i mścisławski
- Grzegorz Antoni Ogiński – hetman wielki litewski
- Ludwik Karol Ogiński – duchowny katolicki, biskup smoleński
- Andrzej Ignacy Ogiński – wojewoda trocki, dyplomata
- Ignacy Ogiński – marszałek wielki litewski, kasztelan wileński, oboźny litewski i dyplomata.
- Tadeusz Franciszek Ogiński – wojewoda trocki
- Marcjan Aleksander Ogiński – kanclerz wielki litewski, wojewoda trocki.
- Michał Kazimierz Ogiński – hetman wielki litewski, polski kompozytor
- Marcjan Michał Ogiński[4] – wojewoda witebski od 1730 r.
- Michał Kleofas Ogiński – polski kompozytor, podskarbi wielki litewski
- Amelia Załuska z Ogińskich – kompozytorka, poetka, malarka, współzałożycielka (wraz z mężem, Karolem Załuskim) uzdrowiska Iwonicz-Zdrój. Córka Michała Kleofasa Ogińskiego

## Pałace

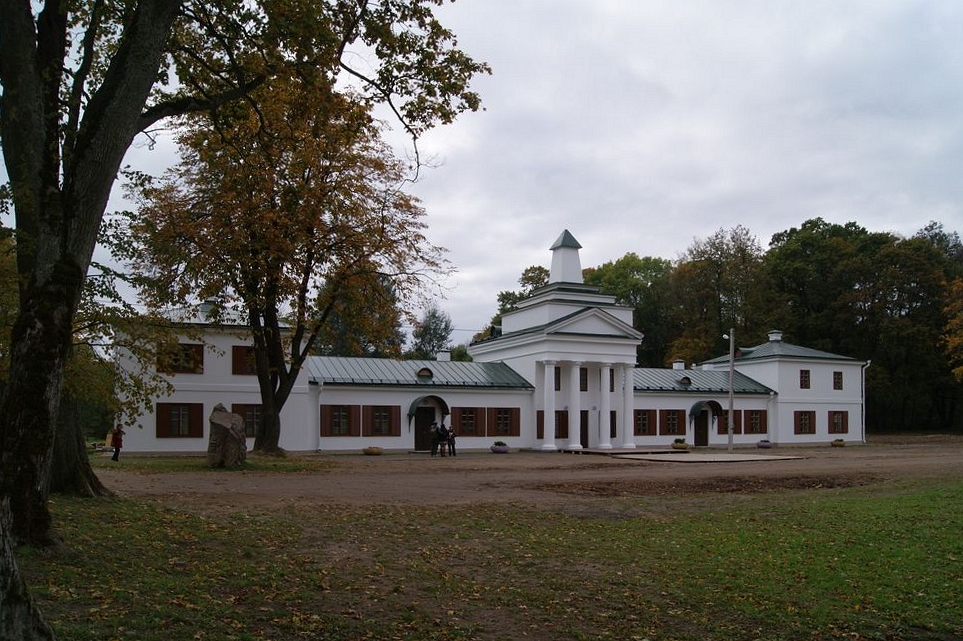
Pałac w Zalesiu
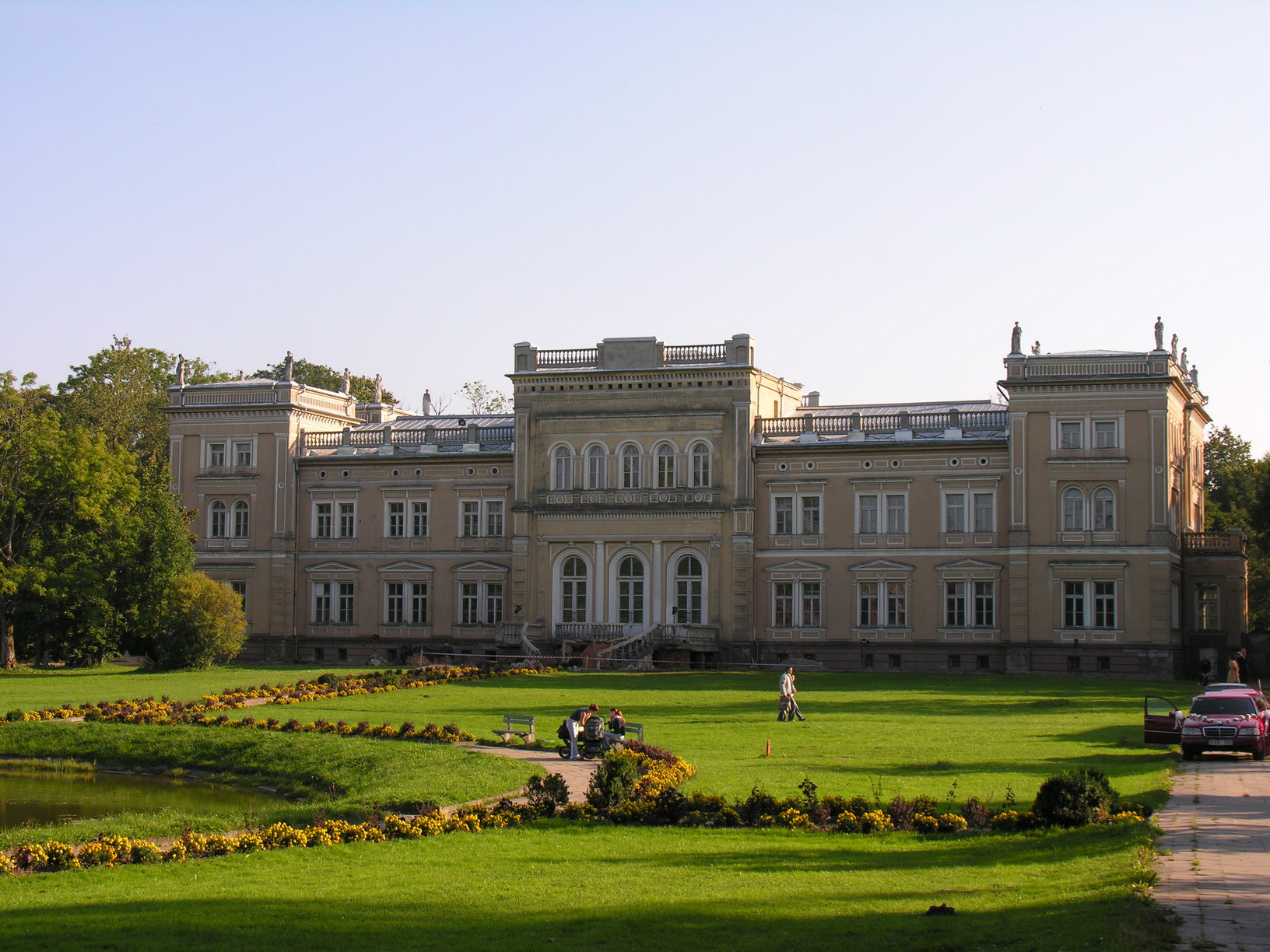
Pałac w Płungianach
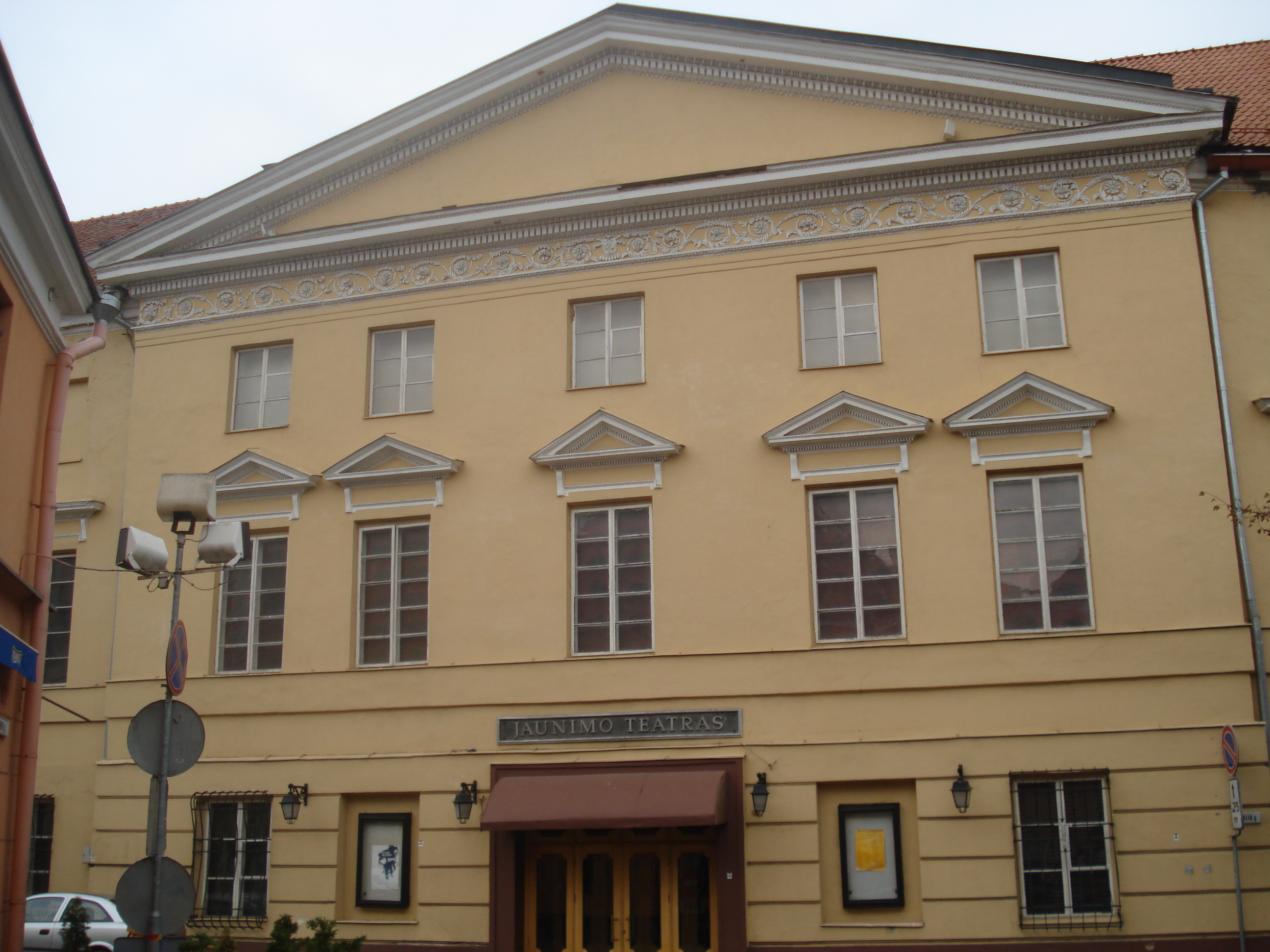
Pałac w Wilnie
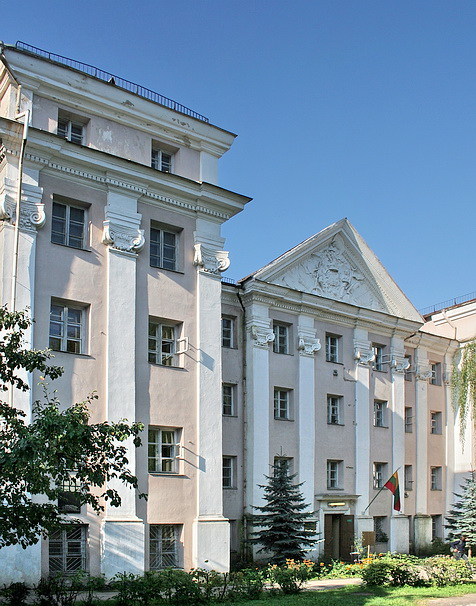
Pałac Słuszków w Wilnie
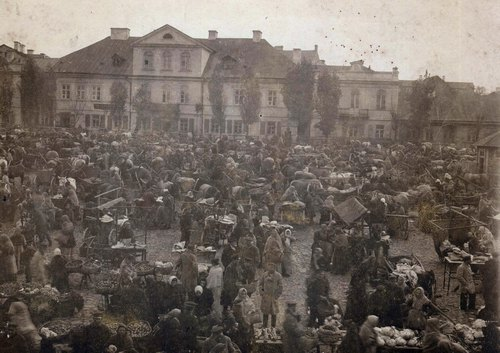
Pałac w Grodnie (nie istnieje)
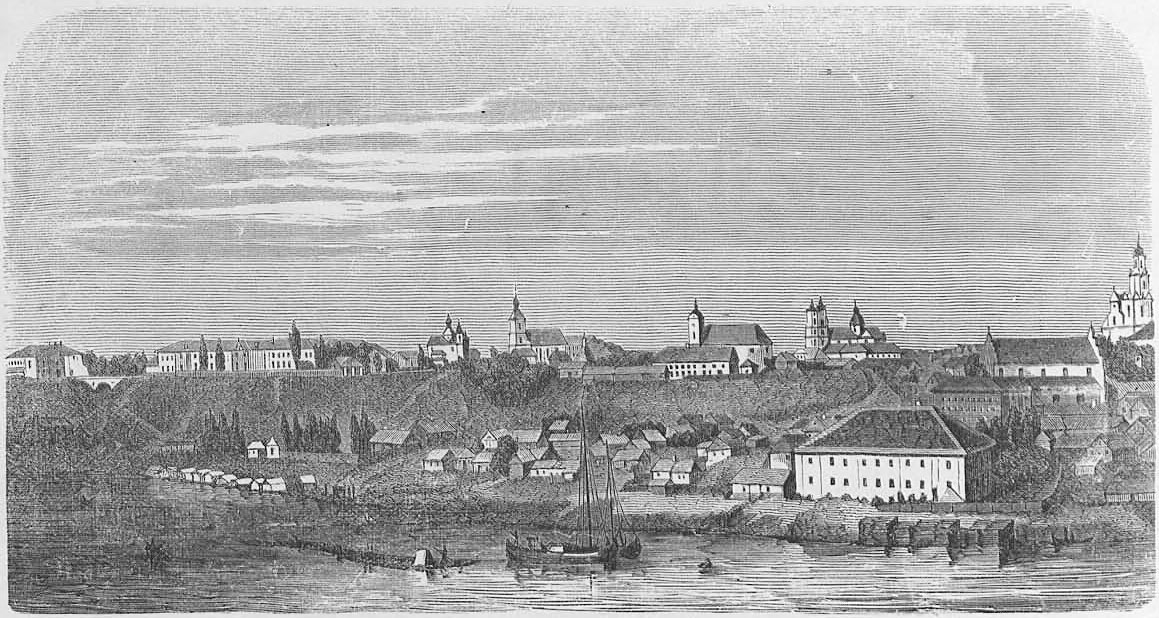
Pałac w Grodnie (u dołu, po prawej, póź. browar)
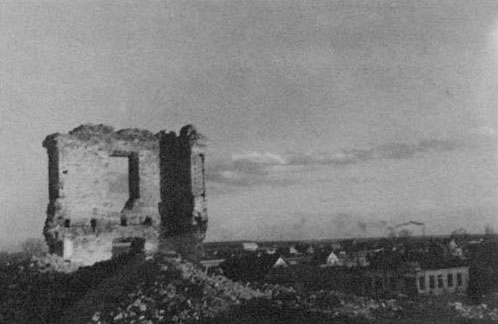
Ruiny pałacu w Słonimiu
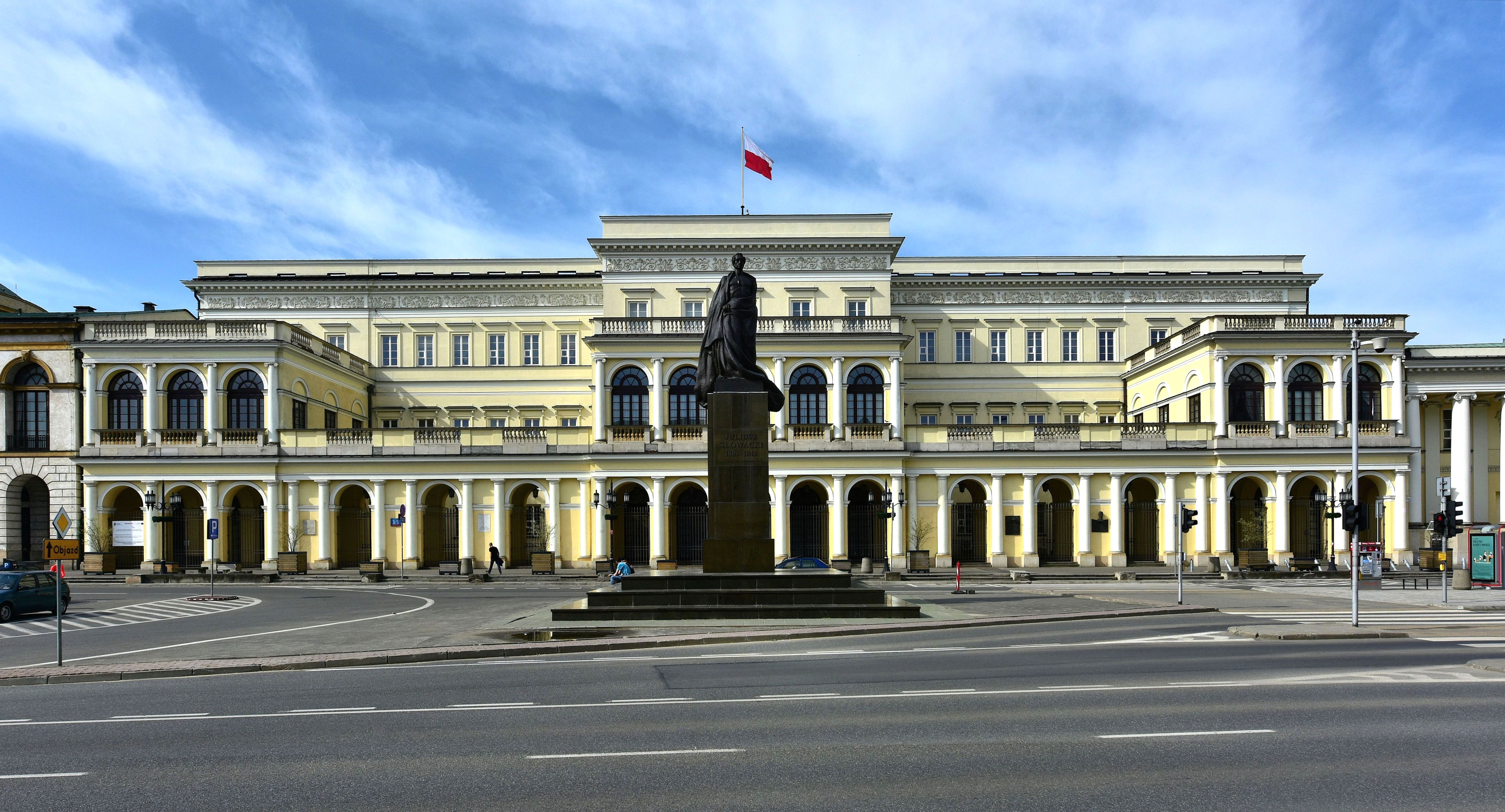
Pałac Ministra Skarbu w Warszawie przebudowany z dawnego pałacu Ogińskich
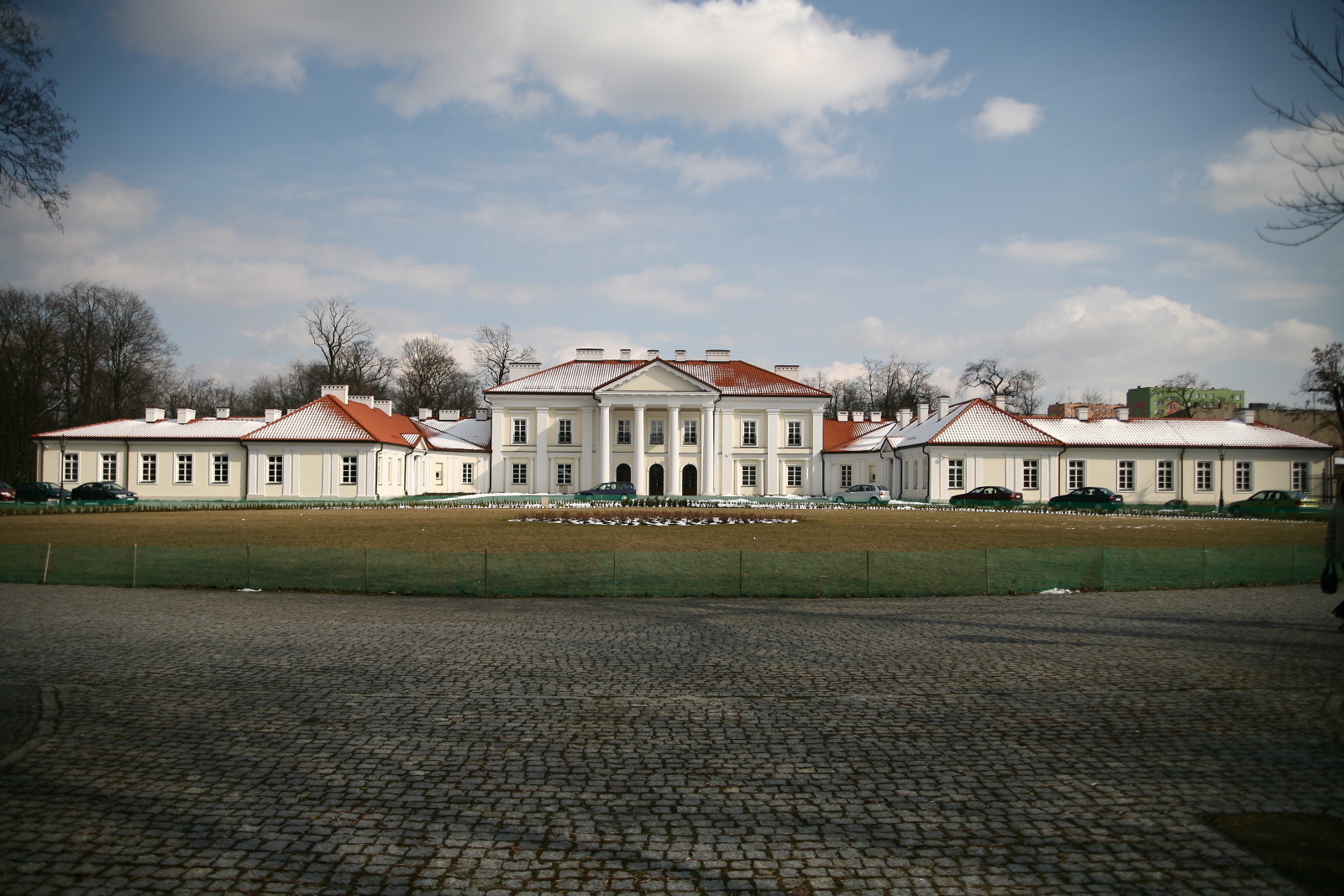
Pałac w Siedlcach
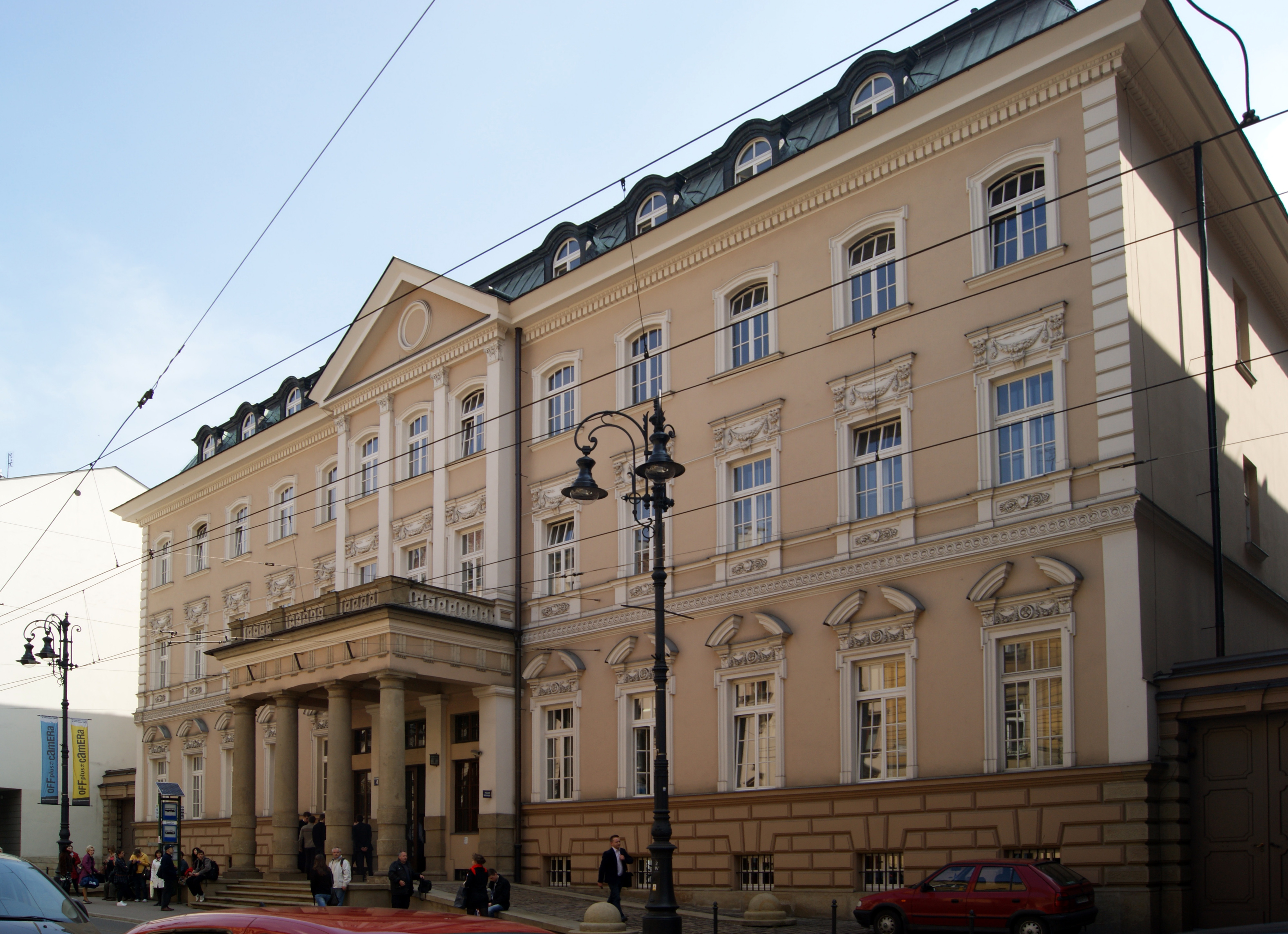
Pałac Ogińskich i Potulickich w Krakowie
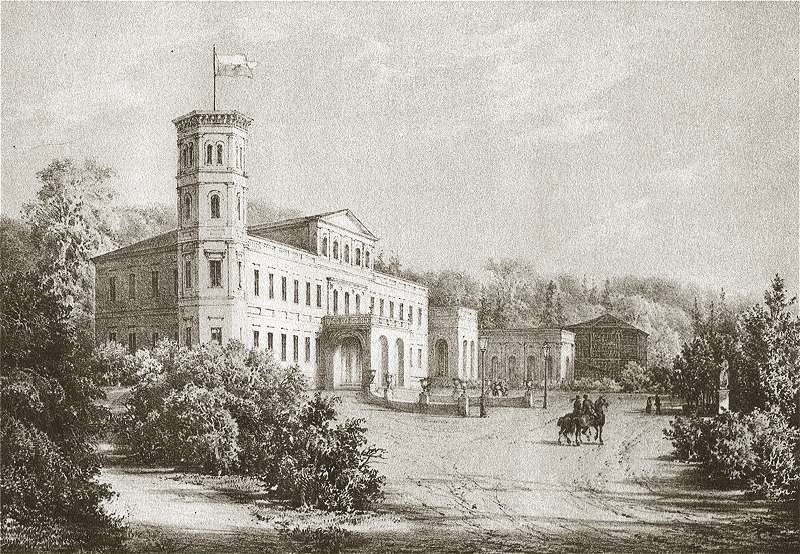
Pałac w Retowie (nie istnieje)
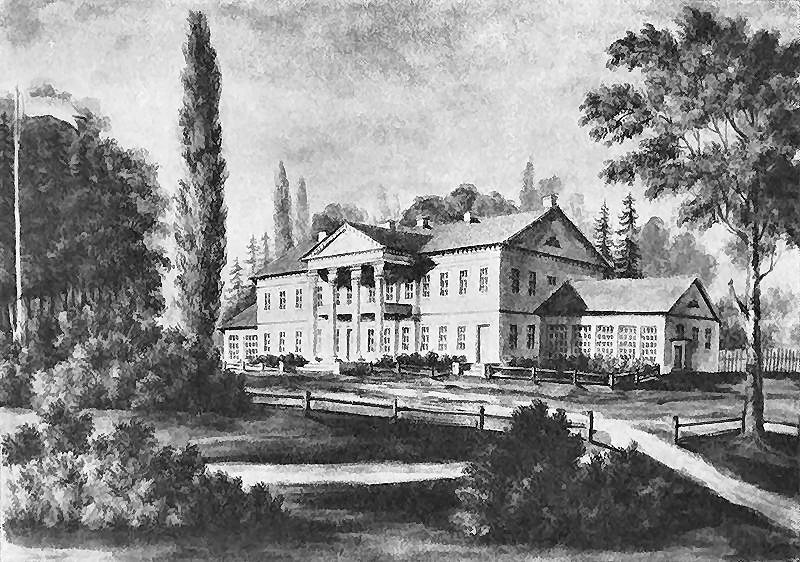
Pałac w Dukorze (nie istnieje)

Inne siedziby Ogińskich:
- Pałac w Białyniczach (ruiny)
- Dwór w Wiejsiejach (nie istnieje, rozebrany w 1928 roku)